# Aiôn
Pour les articles homonymes, voir Aion.

Aiôn ou aïon est la translittération du terme grec Αἰών, aux acceptions multiples : « destinée », « âge », « génération », « ère », « éternité ». Dans la philosophie antique, il s'agit de l'un des trois principaux concepts du temps, avec chronos, le temps linéaire ou continu, et kairos, le temps opportun. 

## Antiquité
L’helléniste Marcel Detienne traduit le mot par « force de vie » ; le philosophe André-Jean Festugière, spécialiste du néo-platonisme, distingue les sens suivants :
1. une notion philosophique en Grèce : « durée de vie », « durée de vie illimitée, éternité » ;
2. la personnification, à la période hellénistique, de cette durée ;
3. l'assimilation de cet Aiôn personnifié à telle ou telle divinité orientale ou à une autre abstraction personnifiée ou au Dieu suprême, par ex. Aiôn Agathodémon, Aiôn Sarapis, Aiôn Mithra, Aiôn Mithra-Phanès (Kronos mithriaque anthropocéphale entre les deux moitiés de l'œuf orphique), Aiôn Sophia ;
4. le concept de Temps infini d'origine supposément iranienne et zoroastrienne (Aiôn-Zervan) ;
5. la fête de l'Aiôn alexandrin, décrite par Épiphane de Salamine (Panarion, 51) ;
6. l'aeternitas de la Rome antique, du peuple romain, de tel ou tel empereur ;
7. au pluriel : les Éons (entités mythiques émanées du Premier Père), dans les textes chrétiens et gnostiques ou dans des papyrus magiques.

## Aiôn chez C. G. Jung
Carl Gustav Jung a écrit un essai intitulé Aïon. Études sur la phénoménologie du Soi (1951). Il y étudie le Soi comme "totalité psychique transcendant le Moi". Le Soi est le terme du processus d'individuation. Il unifie les polarités contraires (dont anima et animus). Ce concept a de nombreux points communs avec celui de Brahman dans le védisme et l'hindouisme.

## Aiôn chez Gilles Deleuze
Chez Gilles Deleuze, le concept d’aïon s’oppose à celui de chronos. Celui-ci est le temps de la succession matérielle, c’est-à-dire le temps de l’action des corps, tandis que celui-là est l’extra-temporalité d’un présent idéal immanent au temps des corps. Cette extra-temporalité, loin d’être une éternité transcendante, extérieure au temps des corps, « insiste ou subsiste » à la surface des corps en tant que virtualité : poussée idéelle de l’immanence qui constitue son devenir. Aïon est le temps de l’instant pur, de l’événement chez Deleuze, qui ne cesse de se diviser en passé et futur illimités. Deleuze le compare aussi, ailleurs, à l’internel de Charles Péguy. Ainsi, Deleuze écrit-il : « toute la ligne de l’aïon est parcourue par l’instant, qui ne cesse de se déplacer sur elle et manque toujours à sa propre place ». Si l’instant « manque toujours à sa propre place », c’est que l’aïon est ce pur devenir non identifiable, non repérable, dans lequel le temps ne cesse de se diviser en un avant et un après, dans lequel le temps s’écoule sans que l’on puisse le mesurer, sans qu’aucun cadre de la représentation ne puisse l’objectiver.